# Apeadeiro de São Martinho do Campo

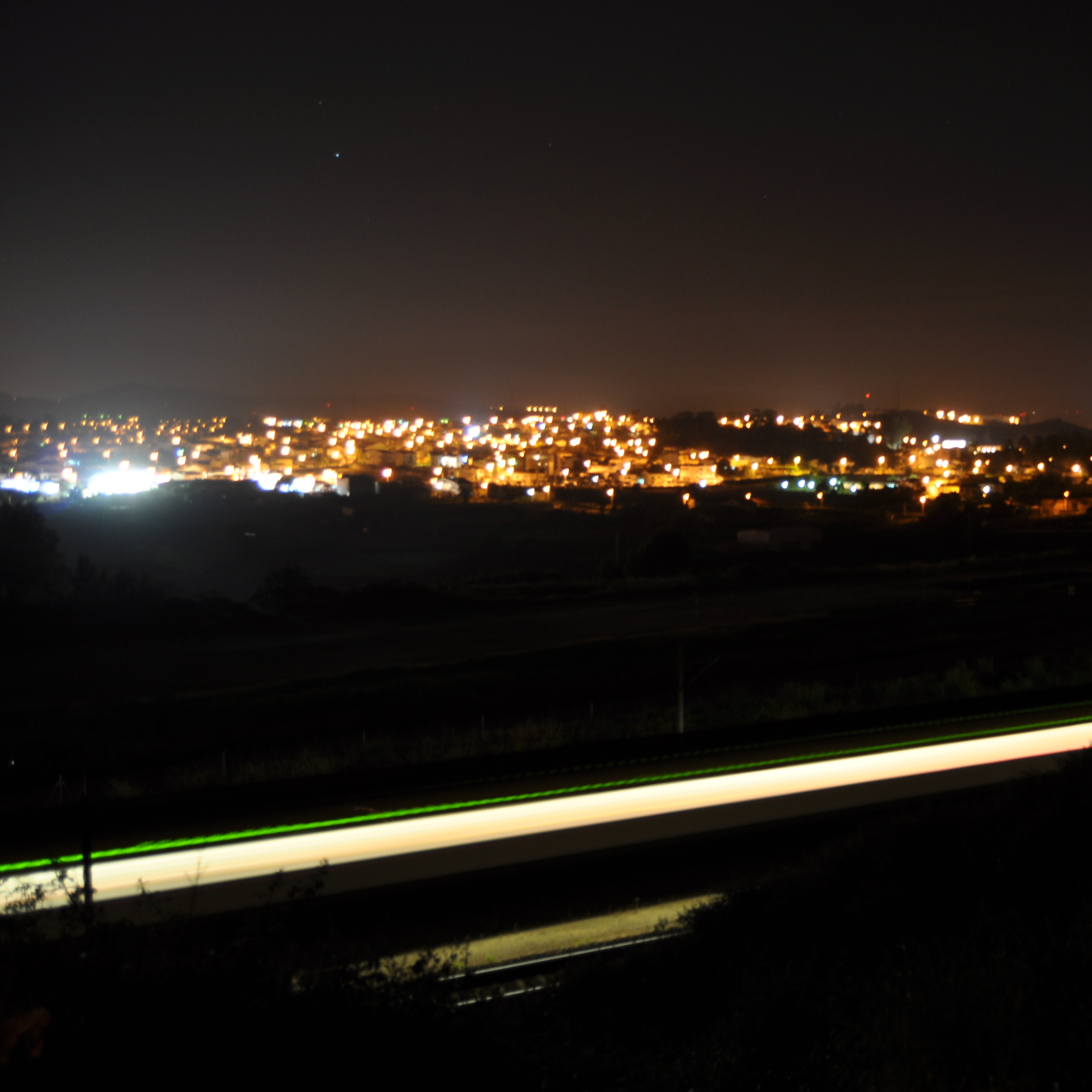
Comboio circulando a noroeste da estação de São Martinho do Campo em 2010, com a localidade epónima ao fundo.

O Apeadeiro de São Martinho do Campo, originalmente denominado apenas de São Martinho, é uma interface da Linha do Douro, que serve a localidade de São Martinho do Campo, no concelho de Valongo, em Portugal.

## Descrição

### Localização e acessos
Dista menos de um quilómetro do centro (igreja nova) da localidade epónima.

### Infraestrutura
Como apeadeiro em linha em via dupla, esta interface apresenta-se nas as duas vias de ciculação (I e II) cada uma acessível por sua plataforma — ambas com 222 m de comprimento e 90 cm de altura.
Situa-se junto a esta interface, ao PK 19+800, a zona neutra de São Martinho do Campo que isola os troços da rede alimentados respetivamente pelas subestações de tração de Irivo e de Travagem.

### Serviços
Em dados de 2023, esta interface é servida por comboios de passageiros da C.P. de tipo urbano no serviço “Linha do Marco”, com 16 circulações diárias em cada sentido entre Porto - São Bento e Penafiel, e mais uma entre aquela estação e Marco de Canaveses; passam sem parar nesta interface 19 circulações diárias do mesmo serviço.

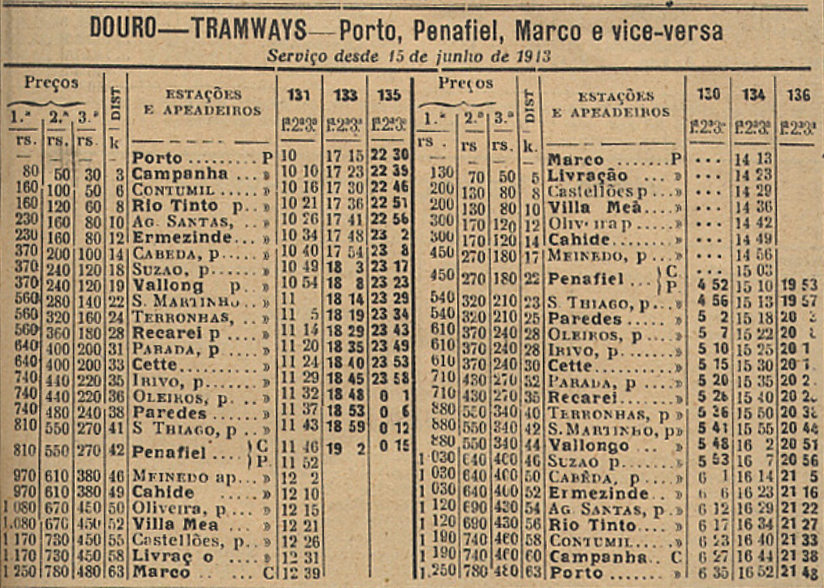
Horários de 1913, onde esta gare surge com o nome original: São Martinho

## História
Este apeadeiro situa-se no lanço da Linha do Douro entre as estações de Ermesinde e Penafiel, que abriu à exploração em 30 de Julho de 1875.

Em 1985, São Martinho do Campo não dispunha ainda de edifício de passageiros, situando-se a plataforma do lado norte da via (lado esquerdo do sentido ascendente, para Barca d’Alva), então ainda em via única.